# Laeocochlis sinistratus
Laeocochlis sinistratus is een slakkensoort uit de familie van de Newtoniellidae. De wetenschappelijke naam van de soort is voor het eerst geldig gepubliceerd in 1835 door Nyst.